# Флатхед (озеро)
Фла́тхед (англ. Flathead Lake) — крупное пресноводное озеро в США, в штате Монтана. Расположено в северо-западной части штата, примерно в 11 км к югу от города Калиспелл и в 48 км к юго-западу от национального парка Глейшер.
На берегах озера находится индейская резервация Флатхед и город Полсон — административный центр округа Лейк («Lake » — в буквальном переводе с английского — «Озеро»).
Озеро находится на высоте 882 м над уровнем моря. Составляет около 43,9 км в длину и около 24,9 км в ширину (максимально), около 11 км (в основном), имея при этом площадь зеркала от 496 до 510 км², что немногим больше площади озера Тахо. Это делает Флатхед крупнейшим озером США, расположенным к западу от реки Миссисипи. Максимальная глубина озера составляет 113 м, что больше средней глубины таких водоёмов как Жёлтое море и Персидский залив. Уровень воды в озере был поднят на 3 м выше естественного после строительства на реке Флатхед плотины Керр в 1938 году. К востоку от озера проходит горный хребет Мишн, а к западу от него — хребет Селиш. Озеро является остатком древнего более крупного озера Миссула, существовавшего в конце последнего ледникового периода. Крупнейший остров озера — Уайлд-Хорс, являющийся парком штата.

## Галерея
- Спутниковый снимок озера
- Впадение в озеро реки Флатхед
- Озеро Флатхед в городе Пользон